# Lophiostoma arundinis
Lophiostoma arundinis är en svampart som först beskrevs av Christiaan Hendrik Persoon, och fick sitt nu gällande namn av Ces. & De Not. 1863. Lophiostoma arundinis ingår i släktet Lophiostoma och familjen Lophiostomataceae.  Arten är reproducerande i Sverige.Utöver nominatformen finns också underarten tritici.